# Luzula divulgatiformis
Luzula divulgatiformis là một loài thực vật có hoa trong họ Juncaceae. Loài này được Bacic & Jogan mô tả khoa học đầu tiên năm 2007.